# 刘芮麟
刘芮麟（Wayne Liu，1990年10月6日—），汉族，北京市人，中國演員、歌手，北京电影学院2009级毕业生，目前为嘉行传媒力捧男演员之一，2015年出演《睡在我上铺的兄弟》而知名，后于2017年电视剧《三生三世十里桃花》扮演子阑一角而声名大噪，2018年出演網絡劇《烈火如歌》中的玉自寒。2020演出三生三世十里桃花續集《三生三世枕上書》扮演燕池悟一角，為子闌的孿生兄弟。

## 演藝經歷
2011年，刘芮麟签约橙天娱乐，并与董玥、马恺曼、崔绍涵组成“LUCKY组合”；同年12月31日，随LUCKY组合参加香港跨年演唱会，并现场演唱歌曲《我是真的受伤了》。
2012年9月，参与拍摄真人版青春科幻剧《铠甲勇士拿瓦》，并在剧中饰演热血正直、拥有侠义心肠的海归富二代马阔海，该剧于次年11月29日播出。
2014年4月4日，刘芮麟与黄磊、陈数、陈炜等人共同主演了都市情感剧《我爱男闺蜜》，他在剧中饰演叛逆、忧郁又略带文艺的创业海归莫小康。
2015年8月13日，与白百何、吴彦祖合作主演了励志喜剧电影《滚蛋吧！肿瘤君》，他在片中饰演熊顿的男闺蜜小夏，该片上映后取得5.1亿的票房成绩，而刘芮麟则凭借该片提名第33届大众电影百花奖最佳男配角；10月31日，与杨幂、鹿晗 、朱亚文等合作参演的青春悬疑电影《我是证人》上映，他在片中饰演叛逆的弟弟梁聪；12月18日，与迪丽热巴、郭京飞联袂主演的爱情喜剧《21克拉》在上海开机拍摄，刘芮麟则在片中饰演财务师Gary。
2016年1月15日，与陈晓、杜天皓合作主演的青春校园网络剧《睡在我上铺的兄弟》在乐视首播，刘芮麟则在剧中饰演叛逆学霸管超；2月4日，与魏千翔、李彧联袂主演的网络职场喜剧《老板来了》在腾讯视频播出，他则在剧中饰演呆萌技术系宅男汤汤；4月1日，与陈晓、秦岚、杜天皓等人共同出演的青春电影《睡在我上铺的兄弟》上映；4月29日，由他领衔主演的青春电影《记得少年那首歌》上映，他在片中饰演少年小炮儿薛北京；8月2日，刘芮麟主演的功夫喜剧电影《龙拳小子》上映，他在片中饰演音乐老师袁来，并为该片配唱主题曲《一生为你》；11月11日，与佟大为、陈妍希合作主演了现代喜剧片《外公芳龄38》，其在剧中饰演年轻气盛的尚远；同年，他还参与拍摄古装剧《回到明朝当王爷之杨凌传》，并在剧中饰演风趣幽默、平易近人，有点任性但也心怀百姓的皇帝朱厚照。
2017年1月30日，与杨幂、赵又廷等人联袂主演了古装玄幻剧《三生三世十里桃花》，刘芮麟在剧中饰演至情至性、为苍生弃真爱的昆仑虚墨渊座下十六弟子子阑
2018年3月1日，与周渝民、迪丽热巴、张彬彬合作主演的古装言情剧《烈火如歌》播出，他在剧中饰演冷静睿智、温润如玉的静渊王玉自寒，並演唱其插曲《一笑荒唐》。
2018年11月1日，与蔣勁夫、袁冰妍、柳岩等人合作主演的古装剧《回到明朝当王爷之杨凌传》播出，他在剧中饰演皇帝朱厚照，並演唱其插曲《夙願》。
2020年1月22日，與迪麗熱巴、高偉光等人合作主演的古裝劇《三生三世枕上書》播出，他在劇中飾演魔族青之魔君燕池悟。

## 影視作品

### 電視劇
| 首播年份 | 剧名                       | 角色        | 备注                 |
| 2013     | 《鎧甲勇士拿瓦》           | 馬闊海/闊海 |                      |
| 2014     | 《我愛男閨蜜》             | 莫小康      |                      |
| 2016     | 《睡在我上铺的兄弟》       | 管超        | 網絡劇               |
| 2016     | 《老闆來了》               | 湯湯        | 網絡劇               |
| 2016     | 《小別離》                 | 姆米        |                      |
| 2017     | 《三生三世十里桃花》       | 子闌        |                      |
| 2018     | 《烈火如歌》               | 玉自寒      |                      |
| 2018     | 《超能造梦》               | 丁一        |                      |
| 2018     | 《回到明朝当王爷之杨凌传》 | 朱厚照      | [ 16 ]               |
| 2019     | 《幕后之王》               | 許天澤      | [ 17 ] [ 18 ] [ 19 ] |
| 2019     | 《趁我们还年轻》           | 史唯聪      |                      |
| 2020     | 《三生三世枕上书》         | 燕池悟      |                      |
| 2020     | 《嘉人本色》               | 年孟宇      | 網絡劇               |
| 2021     | 《暴風眼》                 | 杜猛        |                      |
| 2021     | 《乌鸦小姐与蜥蜴先生》     | 許誠然      | 網絡劇               |
| 2021     | 《另一半的我和你》         | 高子芮      | 網絡劇               |
| 2022     | 《嫣语赋》                 | 秦暄        | 網絡劇               |
| 2022     | 《且试天下》               | 豐莒        | 網絡劇               |
| 2023     | 《听说你喜欢我》           | 程舟宇      |                      |
| 2023     | 《许你万家灯火》           | 叶启辰      |                      |
| 2023     | 《梦中的那片海》           | 叶国华      |                      |
| 2024     | 《欢乐家长群》             | 马英杰      |                      |
| 2024     | 《海天雄鹰》               | 青年吴惊天  |                      |
| 2025     | 《欢乐家长群2》            | 马英杰      |                      |
| 待播     | 《爱情有烟火》             | 军丞        |                      |
| 待播     | 《我的野王女友》           |             | 網絡劇               |
| 待播     | 《离星星最近的人》         |             |                      |
| 待播     | 《长风破浪终有时》         |             |                      |
| 待播     | 《狙击蝴蝶》               | 沈屹阳      |                      |
| 待播     | 《石榴正红》               |             |                      |

### 電影
| 上映年份 | 電影名               | 角色   | 备注 |
| 2015     | 《滾蛋吧！腫瘤君》   | 小夏   |      |
| 2015     | 《我是證人》         | 梁聰   |      |
| 2016     | 《睡在我上鋪的兄弟》 | 管超   |      |
| 2016     | 《龍拳小子》         | 袁來   |      |
| 2016     | 《外公芳齡38》       | 尚遠   |      |
| 2018     | 《21克拉》           | Gary   |      |
| 待上映   | 《記得少年那首歌》   | 薛北京 |      |

## 音樂作品
| 年份 | 性質                                 | 曲名         | 备注 |
| 2016 | 電影《龍拳小子》主題曲               | 《一生為你》 |      |
| 2018 | 網絡劇《烈火如歌》插曲               | 《一笑荒唐》 |      |
| 2018 | 電視劇《回到明朝當王爺之楊凌傳》插曲 | 《夙願》     |      |

## 獎項與榮譽
| 年份 | 頒獎典禮     | 獎項       | 作品               | 結果 |
| 2015 | 第33屆百花獎 | 最佳男配角 | 《滾蛋吧！腫瘤君》 | 提名 |

## 外部連結
- 刘芮麟的新浪微博
- 刘芮麟在互联网电影资料库（IMDb）上的資料（英文）
- 刘芮麟在香港影庫上的簡介
- 刘芮麟在豆瓣上的资料（简体中文）
- 刘芮麟在时光网上的簡介（简体中文）